# Театр-Театр
Пермский академический Театр-Театр (до 2007 года — Пермский академический театр драмы) — театр в Перми, основанный в 1927 году как Театр рабочей молодёжи. Расположен в центре города, на Эспланаде. Здание театра (1981, архитекторы В. П. Давыденко и В. И. Лютикова) является памятником архитектуры регионального значения.
Коллектив театра составляет 300 человек. Имеет множество подразделений, современное техническое оснащение, разнообразный репертуар. Театр-Театр ставит драматические спектакли, мюзиклы, балетные постановки и смелые театральные эксперименты, реализуемые на двух площадках — большой и малой сцене («Сцена-Молот»).
Художественный руководитель — Борис Мильграм (2004—2008 и с 2012).

## История
Основан в 1927 году как «Театр рабочей молодёжи» (ТРАМ). Первым спектаклем стал «Броненосец „Потёмкин“» по драматической поэме Г. А. Шенгели (премьера состоялась 14 марта 1927 года). Первым художественным руководителем театра в 1927—1928 годах был Б. М. Никитин.
В конце 1929 года ТРАМу было передано здание Пермской синагоги на Большевистской улице, дом 116.
В 1931 году по решению Уральского Областного комитета ВКП(б) театр был переведен в Свердловск. В 1938 году после образования Пермской области при выводе из состава Свердловской области, театр вернулся в Пермь. В это время назывался Пермским драматическим театром имени «Комсомольской правды», размещался в здании бывшего Народного дома в Мотовилихе (Мостовая улица, дом 6).
В 1948 году коллектив получил постоянное помещение — реконструированное под театр здание бывшего особняка пароходчицы Любимовой (ныне здесь находится Пермский театр юного зрителя).

Вход в театр в особняке Любимовой, 1956 год

27 апреля 1977 года коллектив театра был награждён орденом Трудового Красного Знамени
В 1981 году театр получил новое здание, построенное по проекту архитекторов В. П. Давыденко (автор Русского театра драмы в Казахстане, 1969) и В. И. Лютикова. Кроме основного зрительного зала, здесь есть возможность играть спектакли в малом зале. Здание является памятником архитектуры регионального значения (№ 591510310460005).

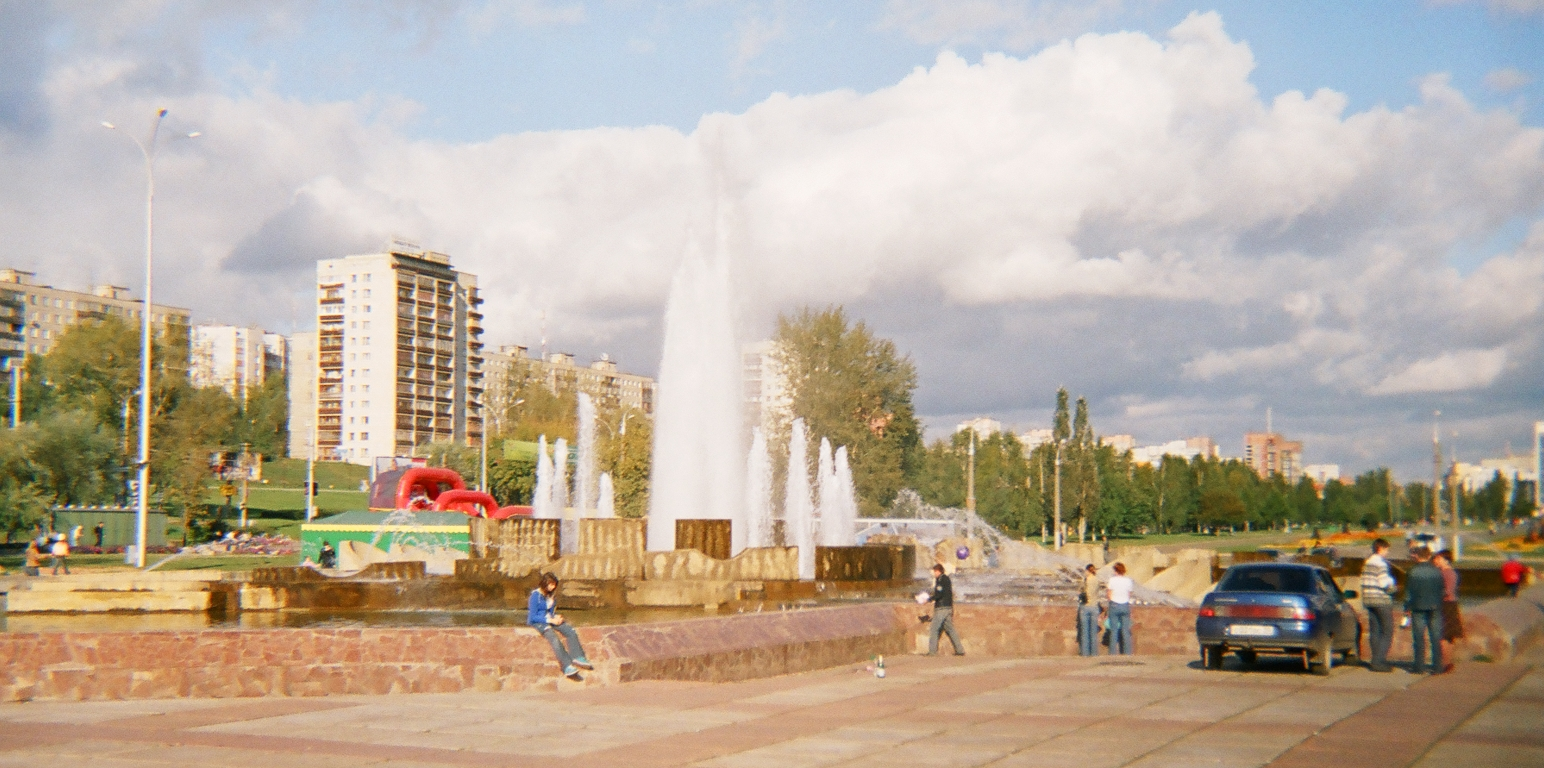
Фонтан у входа в театр

В 2005 году проводилась реставрация фасадов здания. Тендер на проведение работ, объявленный Управлением капитального строительства Пермской области, выиграла московская компания. В целях экономии времени и средств было решено не демонтировать старую мраморную плитку, а укрепить её, и поверх установить фасадную систему с новой плиткой. Так как на тот момент предполагалось возможное расширение здания, была проведена облицовка только 3 стен, без заднего фасада, смотрящего на улицу Крисанова. Также были обновлены окна. Из-за некачественных проекта и монтажа новая плитка начала отпадать и в 2006 году проводились работы по устранению недостатков.
C мая 2004 года по 2008 год художественным руководителем театра являлся Борис Мильграм. В 2007 году Пермский академический театр драмы был переименован в Пермский академический Театр-Театр.
В 2009 году в реконструированном малом зале обосновался отпочковавшийся от театра драмы новый коллектив «Сцена-молот». В 2010 году было предложено создать коллегиальную систему управления. В режиссёрскую коллегию должны были войти Борис Мильграм, Эдуард Бояков и Филипп Григорьян — впоследствии от этой идеи отказались.
В 2011 году в театре появился главный режиссёр Владимир Золотарь.
В 2012 году художественным руководителем театра вновь стал Борис Мильграм. В 2013 году главным режиссёром стал Владимир Гурфинкель.
В 2019 году власти объявили поиск подрядчика для ремонта внешней части здания драматического театра. Исполнителю необходимо произвести облицовку фасада колосниковой башни, укрепить стены, заменить медиаэкран.

## Труппа
Осенью 1955 года в театре начали свою актерскую карьеру выпускник ГИТИСа Марк Захаров (работал здесь по 1959 год) и Георгий Бурков (играл здесь до 1965 года). С 1957 года в театре работает Владимир Гинзбург, сыгравший на пермской сцене более ста ролей.
В состав труппы в разное время входили/входят 5 народных артистов России:
- Захаров, Марк Анатольевич;
- Вельяминов, Пётр Сергеевич;
- Расцветаев, Вячеслав Николаевич;
- Мосолова, Лидия Владимировна (с 1980 г. народная артистка СССР);
- Аникеева, Лидия Александровна;
- Гинзбург, Владимир Феликсович;
- Шальников, Евгений Михайлович;
- Саитов, Виктор Петрович;

и 8 заслуженных артистов России:
- Бурков, Георгий Иванович;
- Белоусов, Валентин Николаевич;
- Заразилова, Нина Михайловна;
- Выходов, Олег Петрович;
- Найдина, Юлия Васильевна;
- Нагогин, Анатолий Владимирович;
- Пинчук, Владимир Васильевич;
- Старостина, Елена Сергеевна.

## Репертуар
В течение XX века в театре было поставлено более 460 спектаклей. В 1990-е года более 20 спектаклей (среди них — «Доходное место», «На дне», «Три сестры», «Танго») были удостоены дипломов всероссийских, всесоюзных и международных фестивалей.
- 2005 — «Чайка» А. П. Чехова, режиссёр Борис Мильграм, премьера — 23 февраля 2005
- 2005 — «Божьи коровки возвращаются на землю» В. Сигарева, режиссёр Валентин Ярюхин, премьера — 3 марта 2005
- 2005 — «Лирическая хроника» Б. Окуджавы, режиссёр Борис Цейтлин, премьера — 8 мая 2005
- 2005 — «Мелкий бес» Ф. Сологуба, режиссёр Сергей Федотов, премьера — 15 сентября 2005
- 2005 — «Джулия Фарнезе» Л. Фейхтвангера, режиссёр Игорь Лысов, премьера — 19 октября 2005
- 2006 — «Девушки Битлз» С. Волынца, режиссёр Сергей Красноперец, премьера — 17 марта 2006
- 2006 — «Гамлет» У. Шекспира, режиссёр Георгий Исаакян, премьера — 29 марта 2006
- 2006 — «Варвары» М. Горького, режиссёр Борис Мильграм, премьера — 1 июня 2006
- 2006 — «Танцуй, чудовище!» Н. Скороход, режиссёр Анатолий Праудин, премьера — 9 сентября 2006
- 2006 — «Женитьба Фигаро» П. Бомарше, режиссёр Олег Рыбкин, премьера — 12 октября 2006
- 2007 — «Сон в летнюю ночь», импровизации на темы У. Шекспира, режиссёр Борис Цейтлин, премьера — 28 марта 2007
- 2007 — «Изображая жертву» братьев Пресняковых, режиссёр Борис Мильграм, премьера — 1 апреля 2007
- 2007 — «Нельская башня» Александра Дюма, режиссёр Борис Мильграм, премьера — 11 декабря 2007
- 2008 — «Эй, вы заступили за черту» по пьесе Нила ЛаБьюта «Порядок вещей», режиссёр Валентин Ярюхин, премьера — 23 февраля 2008
- 2008 — «Тарелкин' DREAM» по пьесе А. Сухово-Кобылина «Смерть Тарелкина», режиссёр Дмитрий Богомазов, премьера — 18 апреля 2008
- «Невольницы» А. Н. Островского, режиссёр Владимир Гинзбург, звукорежиссёр Максим Никитин.
- «Филумена Мартурано» Э. Де Филиппо, режиссёр Владимир Гинзбург
- «Лекарь поневоле» Ж. Б. Мольера, режиссёр Владимир Гинзбург
- «День сурка» Шоу-представление

## Награды
- Орден Трудового Красного Знамени (10 марта 1977 года) — за заслуги в развитии советского театрального искусства[11].
- Почётная грамота Президиума Верховного Совета РСФСР (1973 год)[12].